# Siger din Brabant
Siger din Brabant (Sigerus, Sighier, Sigieri, Sygerius). A trăit între 1240 și 1280, fiind reprezentantul cel mai important al școlii filozofice averoiste de limbă latină din secolul al XIII-lea, în Paris. Siger a fost un aristotelician tradițional în sensul pe care îl avea termenul atunci, adică încerca să respecte și să resupereze integral tradiția aristotelică provenită din mediul arab, singura sursă autentică și inedită de texte și comentarii aristotelice accesibile în vremea respectivă. Astfel, Siger este susținătorul averroismului în mediul universitar de limbă latină.

## Viața
Se cunosc destul de puține lucruri despre viața lui Siger din Brabant, fiind oricum un subiect disputat.
În 1266 devine profesor la Facultatea de Arte Liberale de la Universitatea din Paris, într-o perioadă în care mediul academic era scindat de mai multe scandaluri.
În 1271 a fost implicat într-un scandal între cele patru "națiuni", rămânând în relații proaste cu majoritatea profesorilor. A fost nevoie de intervenția legatului papal și ulterior de cea a Papei pentru aplanarea conflictului. Siger s-a retras la Liège.
În 1277 a avut loc o condamnare a aristotelismului, de către Episcopul Parisului, printr-un act ce cuprindea 219 teze considerate eretice. Actul conținea și trimiteri la adresa lui Siger din Brabant și Boethius din Dacia. Siger a fost convocat să răspundă în fața unor acuze de erezie.
Ulterior, Siger și Boethius din Dacia au plecat în Italia, unde au murit în condiții mizere.

## Doctrina
Siger preia într-un mod ortodox principiile filosofiei averroiste, singurele care puteau asigura accesul la interpretările arabe asupra filosofiei lui Aristotel. Datorită acestui lucru, devine adversarul deschis al lui Albert cel Mare și Toma din Aquino. Lucrarea sa principală, De anima intellectiva, a fost cauza tratatului tomist despre unitatea intelectului (De unitate intellectus contra Averroistas).
Dominicanii parizieni nu puteau fi de acord cu preluarea acestei tradiții aristotelice în integralitatea sa, încercând uneori să arate chiar că Siger și avveroiștii latini înțeleg greșit inclusiv comentariile arabe. Pericolul preluării integrale și ad litteram a acestei tradiții era acela că, împreună cu comentariile la textele lui Aristotel, gândirea creștină ar fi trebuit să țină cont de toate principiile filosofiei averroiste, inclusiv monismul universal, conform căruia Siger susținea că există un singur intelect universal comun pentru toți oamenii, separat de materie și că acesta este numai temporar unit cu fiecare minte individuală în vederea realizării procesului Universal al gândirii.
Altfel spus, intelectul universal este substanțial unul și numai virtual unit cu intelectul individual. De fapt, intelectul individual este un intelect posibil care nu înțelege imaginile sensibile ale lucrurilor printr-un act propriu. Cel ce înțelege imaginile este de fapt intelectul universal. Multiplicarea intelectului este imposibilă, ceea ce aparține individului fiind numai imaginația.
„Intelectul intră cu noi în legătură în act grație faptului că intră în legătură în act cu conceptele imaginate, deoarece era în potență față de acestea. Și din acest motiv, deoarece conceptele imaginate în acest fel sunt numărate potrivit cu numărarea oamenilor, intelectul este numărat în noi prin conceptele imaginate” . (Siger din Brabant, "Cercetări asupra cărții a III-a din Despre suflet", quaestio 9.)
Omul este muritor dar specia este eternă, ceea ce înseamnă că problema vieții de apoi este falsă, nemurirea nu este personală. Lumea este produsă de către o serie de cauze intermediare stricte, ceea ce înseamnă că nu există un exercițiu al providenței cu privire la lucrurile pământești.
Ceea ce se întâmplă pe pământ este rezultatul unei serii de cauze intermediare necesare, coeterne lui Dumnezeu. Totul este guvernat de un determinism cosmic și fizic. Fenomenele cerești și conjuncțiile planetelor controlează succesiunea evenimentelor sublunare deci și destinul fiecărui individ.
În consecință, omul nu este un agent liber. Există chiar o reversibilitate eternă a civilizațiilor și religiilor, guvernată de reversibilitatea ciclurilor stelare. 
Pentru a-și întări doctrina și mai ales pentru a se justifica din punct de vedere religios apelează la celebra teorie a dublului adevăr: ceea ce este adevărat în filosofie poate fi fals din punct de vedere religios, și invers.

## Opera
După 1266, Siger a scris mai multe tratate, șase fiind cu siguranță autentice.
- De anima intellectiva (1270)
- Quaestiones logicales
- Quaestiones naturales
- De aeternitate mundi
- Quaestio utrum haec sit vera
- Homo est animal nullo homine existente
- Impossibilia

Textele au fost editate de către P. Mandonnet în 1899.

### Ediție în limba română
- Siger din Brabant, „Cercetări asupra cărții a III-a din Despre suflet”, quaestio 9, în volumul: Aristotel, Alexandru din Afrodisia, Plotin, Themistius, Averroes, Albert cel Mare, Sf. Toma din Aquino, Siger din Brabant, Despre unitatea intelectului. Fragmente sau tratate, traducere, tabel cronologic, note și postfață de Alexander Baumgarten, Editura Iri, București, 2002